# Кухаренко Валерія Андріївна
Валерія Андріївна Кухаренко (27 грудня 1927, Одеса — 10 травня 2023, Одеса) — українська науковиця-мовознавиця, педагог. Доктор філологічних наук (1971), професор. Одна з провідних українських мовознавиць, розробниця методики горизонтально-вертикального аналізу художнього тексту та трирівневої структури ідіолекту мовця, засновниця власної наукової школи лінгвостилістики тексту, послідовниками якої стали понад 60 докторів та кандидатів наук.
Реформаторка структури факультету романо-германської філології Одеського державного університету (пізніше — Одеський національний університет імені І. І. Мечникова), якому віддала 65 років праці (1950—2015). Авторка понад 150 наукових робіт, зокрема, низки лінгвістичних підручників, виданих різними мовами та у різних країнах.

## Життєпис
Народилась 27 грудня 1927-го року в Одесі. У дитинстві жила на вулиці Пушкінській, у будинку № 33. Після його зруйнування від німецького авіаудару родина переїхала на вулицю Троїцьку, у будинок № 19, де Валерія Кухаренко прожила все життя.
Під час окупації Одеси (1941—1944) залишалась у місті разом з родиною. Після його звільнення вступила до Одеського педагогічного інституту іноземних мов та Одеського державного університету ім. І. І. Мечникова, які закінчила відповідно у 1949-му та 1950-му роках.
Відтоді ж — педагог, наукова співробітниця ОНУ. У 1955-му році здобула науковий ступінь кандидата філологічних наук, захистивши дисертацію на тему «Виды повторов и их стилистическое использование в произведениях Ч. Диккенса».
У цей період розпочала наукові дослідження стилістики англійської художньої мови, викладала цей предмет та англійську філологію. У 1971-му році здобула науковий ступінь доктора філологічних наук, захистивши масштабну двотомну (642 сторінки) дисертацію на тему «Язык Хемингуэя: опыт лингвостилистического исследования языка писателя». Невдовзі після цього затверджена у вченому званні професора.
У 1975-му році кафедра англійської мови була поділена на три окремих, кожна з яких працювала в окремій галузі цієї мови. Професор Валерія Кухаренко заснувала та очолила кафедру лексикології і стилістики англійської мови. У цей же період деякий час обіймала посаду декана факультету романо-германської філології. У 1976-му році створила на факультеті спеціалізовану вчену раду з захисту дисертацій, яку очолювала протягом десяти років.
З 1986-го року, разом зі своїми учнями та Інститутом мовознавства імені О. О. Потебні АН УРСР, розробляла загальнодержавну тему «Комунікація і переклад». У 1998-му році завдяки роботі, зокрема, Валерії Кухаренко, на факультеті романо-германської філології була створена кафедра теорії та практики перекладу. Через два роки стала першою авторкою вінницького видавництва «Нова Книга» зі своїм підручником «Практикум зі стилістики англійської мови».
Одна з провідних українських мовознавиць, розробниця методики горизонтально-вертикального аналізу художнього тексту та трирівневої структури ідіолекту мовця. Авторка понад 150 наукових робіт, зокрема, низки лінгвістичних підручників, виданих різними мовами та у різних країнах («Интерпретация текста», «A Book of Practice in Stylistics», «Практикум по интерпретации текста»). Окрім наукового доробку, виступила авторкою декількох мемуарів.
Засновниця власної наукової школи лінгвостилістики тексту, послідовниками якої стали понад 60 докторів та кандидатів наук. Серед учнів Валерії Кухаренко — науковці Лідія Голубенко, Ірина Колегаєва, Олена Карпенко, Тетяна Домброван, Олена Матузкова, Надія Віт, Олег Філімонов (нині — шоумен) та багато інших.
Наприкінці 1990-х викладала у коледжах США (міста Даллас, Мемфіс, Ріно). В ОНУ працювала до 2015-го року, коли у 88-річному віці вийшла на заслужений відпочинок. Померла на 96-му році життя 10 травня 2023-го року.

## Науковий та творчий доробок (частковий)
- «Виды повторов и их стилистическое использование в произведениях Ч. Диккенса»: диссертация кандидата филологических наук : 10.00.00. — Москва, 1955. — 224 с.
- «Конспект лекций по стилистике английского языка»: (На англ. яз.): Стилист. приемы и выразит. средства англ. яз. / В. А. Кухаренко, Е. Г. Сошальская ; М-во высш. и сред. спец. образования УССР. Одесский гос. ун-т им. И. И. Мечникова. — Одесса: [б. и.], 1964. — 49 с.; 22 см.
- «Конспект лекций по стилистике английского языка»: Стилистич. дифференциация словаря и функциональные стили: (На англ. яз.) / В. А. Кухаренко, Е. Г. Сошальская ; М-во высш. и сред. спец. образования УССР. Одес. гос. ун-т им. И. И. Мечникова. — Одесса: [б. и.], 1965 [вып. дан. 1966]. — 30 с.; 20 см.
- «Семинарий по стилистике английского языка»: (На англ. яз.): Учеб. пособие для студентов ин-тов и факультетов иностр. языков / Валерия Андреевна Кухаренко. — Москва: Высш. школа, 1971. — 183 с.; 20 см.
- «Язык Хемингуэя: опыт лингвостилистического исследования языка писателя»: диссертация доктора филологических наук : 10.00.00. — Москва, 1971. — 642 с. (2 т.).
- «Лингвистическое исследование английской художественной речи»: (Учеб. пособие) / М-во высш. и сред. спец. образования УССР. Одес. гос. ун-т им. И. И. Мечникова. — Одесса: [б. и.], 1973. — 60 с., 1 л. табл.; 20 см.
- «Старик и море»: Повесть, рассказы и очерки: [Для ст. школьного возраста: Пер. с англ.] / Эрнест Хемингуэй ; [Вступ. статья д-ра филол. наук В. А. Кухаренко]. — Одесса: Маяк, 1977. — 247 с. : ил.; 20 см.
- «Интерпретация текста»: [Учеб. пособие для пед. ин-тов по спец. № 2103 «Иностр. яз.»]. — Ленинград: Просвещение. Ленингр. отд-ние, 1979. — 327 с.; 20 см.
- «Индивидуально-художественный стиль и его исследование» / [В. А. Кухаренко, К. А. Горшкова, Л. Л. Емельянова и др.]; Под общ. ред. В. А. Кухаренко. — Киев, 1980. — 168 с.; 20 см.
- «Старик и море»: Повесть, рассказы и очерки. [Пер. с англ.] / Эрнест Хемингуэй; [Вступ. ст. В. А. Кухаренко. — Одесса: Маяк, 1983. — 240 с. : ил.; 20 см.
- «Практикум по стилистике английского языка»: [Учеб. пособие для филол. фак. ун-тов, ин-тов и фак. иностр. яз.] / В. А. Кухаренко. — Москва: Высш. шк., 1986. — 144 с.; 20 см.
- «Контрастивное исследование оригинала и перевода художественного текста»: сборник научных трудов / Одесский гос. ун-т им. И. И. Мечникова ; [редкол.: В. А. Кухаренко (отв. ред.) и др.]. — Одесса: ОГУ, 1986. — 163 с.; 21 см.
- «Практикум по интерпретации текста»: [Учеб. пособие для пед. ин-тов по спец. п2103 «Иностр. из.»: Для изуч. англ. яз.] / В. А. Кухаренко. — Москва: Просвещение, 1987. — 173,[2] с.; 22 см.
- «Интерпретация текста»: [По спец. N 2103 «Иностр. яз.»] / В. А. Кухаренко. — 2-е изд., перераб. — Москва: Просвещение, 1988. — 188,[3] с.; 22 см.
- «Перевод и интерпретация текста»: (сборник научных трудов) / Ин-т языкознания АН СССР, Пробл. группа «Теория пер.», Одесский гос. ун-т им. И. И. Мечникова ; [отв. ред. В. А. Кухаренко и др.]. — Москва: ИЯЗ, 1988. — 225, [1] с.; 20 см.
- «Коммуникативная направленность текста и его перевод»: Сб. науч. тр. / М-во высш. и сред. спец. образования УССР, Учеб.-метод. каб. по высш. образованию, Одес. гос. ун-т им. И. И. Мечникова; [Редкол.: В. А. Кухаренко (отв. ред.) и др.]. — Киев: УМКВО, 1988. — 155,[1] с.; 20 см.
- «Магический реализм Салмана Рушди: „последний вздох мавра“ и его персонажи» / В. А. Кухаренко; Записки з романо-германської філології = Writings in Romance-Germanic Philology, 2000, 8 випуск, с. 125—146
- «Англоязычная экспансия в русской и украинской речи конца XX — начала XXI веков: лингвистический статус и функции» / В. А. Кухаренко, Л. Н. Голубенко; Записки з романо-германської філології = Writings in Romance-Germanic Philology, 2002, 11 випуск, с. 134—155
- «О функциональном расслоении художественного времени» / В. А. Кухаренко; Записки з романо-германської філології = Writings in Romance-Germanic Philology, 2003, 14 випуск, с. 87-98
- «О типологии женского романа второй половины XX-го века. Статья I: становление канона» / В. А. Кухаренко; Записки з романо-германської філології = Writings in Romance-Germanic Philology, 2004, 15 випуск, с. 114—125
- «Букер и его короткие списки последних двух лет» / В. А. Кухаренко; Вiсник Одеського нацiонального унiверситету = Odesa National University Herald, 2007, Філологія; Т. 12, вип. 3., с. 105—115
- «Практикум по стилистике английского языка» = Seminars in stylistics: учебное пособие / В. А. Кухаренко. — 3-е изд., испр. — Москва: Флинта: Наука, 2009. — 181, [2] с.; 21 см.
- «Новый романс (США) — статья вторая» / В. А. Кухаренко; Записки з романо-германської філології = Writings in Romance-Germanic Philology, 2009, 24 випуск, с. 148—162
- «Практикум по стилистике английского языка» = Seminars in stylistics: учебное пособие / В. А. Кухаренко. — 4-е изд. — Москва: Флинта: Наука, 2010 (Великие Луки: Великолукская городская типография). — 181, [2] с.; 21 см.
- «Типология постфеминистского романса: подростковый и „цыплячий“ романсы (teen-lit и chick-lit)». — Статья третья / В. А. Кухаренко; Записки з романо-германської філології = Writings in Romance-Germanic Philology, 2010, 25 випуск, с. 136—148
- «Типология постфеминистского романса: гламурный романс (Статья заключительная)» / В. А. Кухаренко; Записки з романо-германської філології = Writings in Romance-Germanic Philology, 2011, 26 випуск, с. 128—141
- «Генрих VIII и его двор: Хилари Мантел, „Вулф Холл“» / В. А. Кухаренко; Записки з романо-германської філології = Writings in Romance-Germanic Philology, 2011, 27 випуск, с. 116—124
- «Практикум по стилистике английского языка». Seminars in stylistics: учебное пособие / В. А. Кухаренко. — 5-е изд. — Москва: Флинта: Наука, 2011. — 181, [2] с.; 21 см.
- «Практикум по стилистике английского языка». Seminars in stylistics: учебное пособие / В. А. Кухаренко. — 6-е изд. — Москва: Флинта: Наука, 2012. — 181, [2] с.; 21 см.
- «Лауреат Букеровской премии 2011 года Джулиан Барнс: The Sense of an Ending» / В. А. Кухаренко; Записки з романо-германської філології = Writings in Romance-Germanic Philology, 2012, 28 випуск, с. 67-73
- «Второй Букер Хилари Мэнтел» / Записки з романо-германської філології = Writings in Romance-Germanic Philology, 2013, 1 (30) випуск, с. 125—137
- «Мэн-Букер-2012 и дальше» / В. А. Кухаренко; Записки з романо-германської філології = Writings in Romance-Germanic Philology, 2013, 2 (31) випуск, с. 61-68
- «От сказки к реальности: первый „взрослый“ роман Дж. Роулинг» / В. А. Кухаренко; Записки з романо-германської філології = Writings in Romance-Germanic Philology, 2014, 1 (32) випуск, с. 115—121
- «Альтернативная литература современности» / В. А. Кухаренко; Записки з романо-германської філології = Writings in Romance-Germanic Philology, 2014, 2 (33) випуск, с. 67-76
- «Воспоминания о том, чего больше нет». — В. А. Кухаренко, Одесса, 2014
- «О нетрадиционном нарративе» / В. А. Кухаренко; Записки з романо-германської філології = Writings in Romance-Germanic Philology, 2015, 1 (34) випуск, с. 66-72
- «Практикум по стилистике английского языка» = Seminars in stylistics: учебное пособие / В. А. Кухаренко. — 7-е изд., стер. — Москва: Флинта: Наука, 2016. — 181, [2] с. : ил.; 20 см.
- «Текст и его структура»: учебное пособие / В. А. Кухаренко. — Москва: Флинта, 2018. — 185, [2] с.; 21 см.
- «О некоторых пред- и пост- элементах художественного текста» / В. А. Кухаренко, с. 7-21; Любовь к слову: филол. заметки в честь юбилея проф. В. А. Кухаренко: сб. науч. ст. / ОНУ им. И. И. Мечникова, Фак. РГФ; под ред. И. М. Колегаевой. — Одесса: Одесская гор. тип. (КП ОГТ), 2018. — 280 с.
- «Практикум по стилистике английского языка» = Seminars in Stylistics: учебное пособие / В. В. Кухаренко. — 9-е изд., стер. — Москва: ФЛИНТА: Наука, 2018. — 181, [2] с. : табл.; 21 см.
- «Интерпретация текста»: учебник / В. А. Кухаренко. — 4-е изд., перераб. — Москва: ФЛИНТА, 2019. — 312, [1] с. : ил.; 21 см.

## Нагороди та стипендії
- 1979 — стипендія Програми імені Фулбрайта
- 1988 — орден Дружби Народів
- 1989 — стипендія Програми імені Фулбрайта
- 1998 — премія імені Бориса Дерев'янка[6]